# Isarno I di Pallars
Isarno di Pallars (Isarn in spagnolo, in catalano e in francese; seconda metà del IX secolo – 953 circa) fu Conte di Pallars dal 920 alla sua morte.

## Origine
Secondo il Codice di Roda, Isarno era il figlio terzogenito del Conte di Ribagorza e di Pallars, Raimondo I e di Ginigenta, che ancora secondo il Codice di Roda, era figlia d’Asnar Dató, discendente dai conti di Bigorre.

Raimondo I di Pallars e Ribagorza, secondo il Catalunya Carolíngia, vol. II: Els diplomes carolingis a Catalunya (non consultato) era figlio di Loup Donat, conte di Bigorre e di una donna della casa comitale di Tolosa, Franquilena di Tolosa, figlia del conte Raimondo I di Tolosa.

## Biografia
Suo padre, Raimondo, lo associò nel governo della contea di Pallars, che subiva attacchi dai Saraceni, e, nel 904, durante un'incursione da parte del signore di Leida, Llop ibn Muḥammad, Isarno fu catturato ed imprigionato a Tudela, per circa 14 anni; questo episodio è riportato anche nel Codice di Roda, che aggiunge che Isarno fu liberato dal re di Navarra, Sancho I Garcés (fuit captibus in Tutela et abstraxit eum de ferros rex Sanzio Garseanis).
Probabilmente, suo padre, Raimondo I, morì verso il 920 e le contee di Pallars e Ribagorza furono divise:
- la Contea di Ribagorza andò ai figli maggiori, Bernardo e Miro
- la Contea di Pallars andò ai figli minori, Isarno e Lupo, che la governarono insieme[7][8].

Secondo il documento n° 57 del Recueil des chartes de l'Abbaye de La Grasse. T. I, datato 945, Isarno (Domnus Isarnus comes et marchio, dum resideret in Paliarensis), assieme al fratello Atone, fondò un monastero femminile a La Guingueta d'Àneu (Monasterio de San Pedro de Burgal), affinché la figlia, Ermengarda potesse vivere secondo la regola di San Benedetto, il documento venne controfirmato anche dal fratello, Lupo.
Secondo il documento n° 87 della Histoire générale de Languedoc : avec des notes et les pièces justificatives, T. 5, datato 13 settembre 947, Isarno, assieme alla moglie, Adelaide ed al figlio, Guglielmo (Isarnus comes et uxor mea Adalizis comitissa et filius meus Guilelmus comes), fece una donazione al monastero di Santa María de Gerri, in suffragio dell'anima del padre Raimondo.
Secondo il documento n° 94 della Histoire générale de Languedoc : avec des notes et les pièces justificatives, T. 5, datato 30 giugno 953, Isarno (Isarni comitis), fu testimone di una donazione all'abbazia Santa Maria di Lagrasse.
Il 13 settembre 953, Isarno (Isarnus gratia Dei comes Paliarensis et marchio), come ci viene confermato dal documento n° 95 della Histoire générale de Languedoc : avec des notes et les pièces justificatives, T. 5, fece testamento in cui dispone lasciti per il fratello vescovo, Atone, per la figlia, Ermengarda, citando la moglie col nome di Sinegunde (Sinegentis comtissæ).
Non si conosce la data esatta della morte di Isarno, che probabilmente avvenne in quello stesso 953, e dato che suo figlio, Guglielmo, associato al governo della contea gli era premorto (non venne citato nel testamento di Isarno) gli succedettero i tre nipoti: Raimondo II, Borrell I e Suniario I, sotto la tutela e reggenza della loro madre, Gotruda, figlia di Miró II di Cerdanya, come conferma lo storico catalano, Pròsper de Bofarull i Mascaró.

## Matrimonio e discendenza
Ancora secondo il Codice di Roda, Isarno aveva sposato Ginigenta, figlia d’Asnar Dató (Istius uxor domna Giniguentes Asnari Datus filia fuit), discendente dai conti di Bigorre; la moglie di Isarno viene citata in due diversi documenti con nomi diversi: Adelaide (uxor mea Adalizis comitissa), nel documento n° 87 della Histoire générale de Languedoc : avec des notes et les pièces justificatives, T. 5, e Sinegunde (Sinegentis comtissæ), nel testamento, che secondo l'interpretazione di alcuni storici sarebbero nomi attribuiti alla stessa persona.

Isarno da Ginigenta ebbe due figli:
- Guglielmo I († prima del settembre 953[14]), che fu associato al governo della contea (filius meus Guilelmus comes)[12];
- Ermengarda (†  dopo il settembre 953[14]), citata nel documento n° 57 del Recueil des chartes de l'Abbaye de La Grasse. T. I[11].

### Fonti primarie
- (LA)  (ES)  #ES Textos-navarros-codice-roda.pd.
- (LA)  Recueil des chartes de l'Abbaye de La Grasse. T. I, 779-1119.
- (LA)  Histoire générale de Languedoc : avec des notes et les pièces justificatives, T. 5.

### Letteratura storiografica
- (ES)  Bofarull i Mascaró, Los condes de Barcelona vindicados, Tome I,.
- (EN) The Development of Southern French and Catalan Society, 718-1050, su libro.uca.edu.